# 서역의 불교
서역의 불교(西域의 佛敎) 또는 서역 불교(西域佛敎)는 서역(西域)에서 전개된 불교를 통칭한다.
서역(西域)은 중국에 인접한 서방 지역을 총칭하는 것으로 보통 톈산산맥(天山山脈) · 쿤룬산맥(崑崙山脈)에 둘러싸인 타림분지의 일대와 파미르고원을 중심으로 하여 이에 연속된 투르케스탄(Turkestan) 지역을 포함하여 가리킨다. 이 지방은 동서교통의 요충지로서 옛날부터 문화가 꽃피어 중국의 한나라(漢) 시대에서는 서역 36국(西域三十六國)의 이름이 알려졌다.
|  |  |

서역에 불교가 전래된 것은 간다라 혹은 카슈미르의 서북인도 지방에서 성행하던 불교가 아쇼카왕이 보낸 불교 포교사에 의하여 흘러들어간 것이다.
서역의 불교국으로는 예로부터 대월지국(大月氏國: 토하라) · 안식국(安息國: 파르티아) · 우전국(코탄) · 강거국(康居國: 호르기스) · 구자국(龜玆國: 쿠차) 등이 알려졌있다. 이들 나라의 불교는 인도로부터 들어온 인도 불교 그대로의 것이 아니라 서역의 문화에 수용되어 변용된 서역화된 불교이다.
또한 이들 나라들의 서역화된 불교가 거점이 되어 불교는 다시 한나라(漢) 시대의 중국 사람들에게 최초로 전파되었다. 중국에 불교를 전파한 포교승과 역경승(譯經僧)들은 대부분 서역인이었다는 점은 중국 · 한국 · 일본 등 동아시아의 불교를 이해함에 있어 주목해야 할 사항이다.
|  |  |

서역의 여러 나라에 불교가 퍼지게 되면서 동시에 조각 · 회화 · 자수 · 불탑 등의 불교 미술이 발달하게 되었다.
그러나, 이후 대양항로가 발달하면서 동서교통의 요충지로서의 서역의 중요성이 상실된 것과 또한 9세기 이후 이슬람교도의 침략에 의하여 투르케스탄 지방이 황폐해진 것 등으로 말미암아 서역의 불교 문화는 오랫동안 망각과 모래 속에 묻혀버리게 되었다.
19세기 중반부터 이 지방에 대한 학술탐사가 시작되어 스벤 헤딘(1865~1952), 오렐 스타인(1862~1943), 폴 펠리오(1878~1945) 등에 의하여 서역 불교의 유적과 고문헌 등이 발견되었다.

## 같이 보기
- 대당서역기
- 파르티아

## 참고 문헌
- 이 문서에는 다음커뮤니케이션(현 카카오)에서 GFDL 또는 CC-SA 라이선스로 배포한 글로벌 세계대백과사전의 〈종교·철학 > 세계의 종교 > 불 교 > 불교의 역사 > 불교의 북전(北傳) > 서역의 불교〉 항목을 기초로 작성된 글이 포함되어 있습니다.